# Philis de La Charce

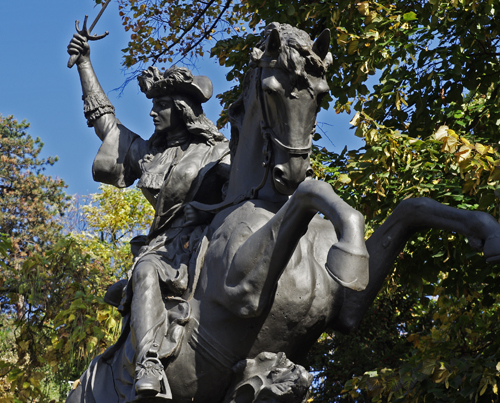
Detailansicht der Statue der Philis in Grenoble, 1900

Philippe de la Tour du Pin de La Charce, bekannter als Philis de La Charce oder Philis de La Tour (geboren am 5. Januar 1645 in Montmortin; gestorben am 4. Juni 1703 in Nyons) war eine französische Kriegsheldin in der Dauphiné während des Pfälzischen Erbfolgekriegs.

## Leben
Philippe entstammte dem Geschlecht der La Tour du Pin, welches in der Dauphiné besonders einflussreich war. Sie war die Tochter von Catherine Françoise de La Tour du Pin-Mirabel, geborene de Montmorin und Pierre III. de la Tour du Pin-Gouvernet, dem Markgraf von Charce und Generalleutnant oder Feldmarschall der königlichen Armee der Dauphiné.
Philippe wurde in einer Adelsfamilie in Montmortin erzogen. Zwischen 1672 und 1674 weilte sie in Nyons, wo sie die Gelehrte Antoinette Deshoulières kennenlernte. Nach dem Lesen von Honoré d’Urfés L'Astrée änderte sie ihren Namen nach dem Vorbild einer der Romanfiguren in Philis. Nach dem Widerruf des Edikts von Nantes durch König Ludwig XIV. änderte die protestantisch erzogene Frau 1685 auch ihre Konfession und trat zu katholischen Glauben über.
Im Jahr 1692 drang Viktor Amadeus II., Herzog von Savoyen, in die Dauphiné ein, um Grenoble einzunehmen. Marschall Nicolas de Catinat vereitelte dies als Befehlshaber des französischen Heeres und schlug Viktor Amadeus II. zurück.
Ihrer Legende zufolge bewaffnete sich Philis de La Tour mit einem Degen und führte ein schnell ausgehobenes Bauernheer gegen die Invasoren ins Feld. Dabei soll sie auch von ihrer Mutter und Schwester unterstützt worden sein. Die Legende schreibt ihr mehrere große Siege zu, doch Historiker bestreiten, dass sie mehr als nur lokale Gefechte bestritt.
Durch ihre Beziehungen erhielt sie dennoch die Gunst Ludwigs XIV. für ihre treuen Dienste. Philis erhielt darum einen lebenslangen Ehrensold von 2000 Livres; ihr Degen und ihr Bildnis werden seither im bourbonischen Kronschatz aufbewahrt. Sie wird seither als Heldin der Dauphiné bezeichnet und mit Jeanne d’Arc verglichen.